# همه دنیا
«همهٔ دنیا» (به فرانسوی: "À Tout le Monde) ترانه‌ای از گروه هوی متال مگادث و یکی از تک‌آهنگ‌های ششمین آلبوم استودیویی آن‌ها با نام یوثاناسیا است که در سال ۱۹۹۵ منتشر شد. بالاد «همهٔ دنیا» توصیف ماتم و اندوه مرگ از دیدگاه مُردگان است. با این وجود پس از انتشارش عموم مردم آن را ترانه‌ای راجع به خودکشی پنداشتند و شبکهٔ ام‌تی‌وی هم به همین دلیل ویدئوی آن را پخش نکرد.
این آهنگ به‌خاطر استفاده از واژه‌های فرانسوی در عنوان و متن، میان آثار مگادث منحصر به فرد است. بخشی از شعر که می‌گوید «به همهٔ دنیا، به همهٔ دوستانم، عاشق‌تان هستم، باید ترک‌تان کنم» به زبان فرانسه سروده شده است.

## تیراندازی کالج داوسون
پس از حادثهٔ سال ۲۰۰۶ تیراندازی کالج داوسون مونترآل که طی آن یک دانش آموز کشته و ۱۹ نفر زخمی شدند، مشخص شد ضارب پیش از ارتکاب قتل پیامی را در اینترنت منتشر کرده و در آن از عبارت «A Tout Le Monde» استفاده کرده است. این موضوع باعث شد رسانه‌هایی مانند واشینگتن پست، مترو، نشنال پست، رجینا لیدر پست و تورنتو استار در پوشش خبر حادثه از «مگادث» هم نام ببرند.
دیو ماستین از این اتفاق برآشفت و چند روز بعد خطاب به جمعیت ۷۰۰۰ نفری حاضر در کنسرت گروه در مونترآل گفت که آن مرد لیاقت نداشته یک هوادار مگادث باشد. او عصبانیتش را از این که «آن پسر از آهنگ او استفاده کرده و سعی کرده آن ترانهٔ زیبا را به چیزی زشت و زننده تبدیل کند» ابراز کرد و گفت «همهٔ دنیا» را در مورد مادرش نوشته (که در زمان جوانی ماستین درگذشت).
من در خواب دیدم که او پیشم آمد و گفت دوستت دارم. همهٔ این آهنگ همین است.

## موقعیت در جدول‌های فروش
| چارت موسیقی (۱۹۹۵)               | بالاترین جایگاه |
| -------------------------------- | --------------- |
| جدول‌های رسمی فنلاند              | ۱۲              |
| جدول راک جریان اصلی مجلهٔ بیلبورد | ۳۱              |

## افراد مشارکت‌کننده
نسخهٔ یوثاناسیا:
- دیو ماستین: آواز، لید و ریتم گیتار
- مارتی فریدمن: لید و ریتم گیتار
- دیوید الفسن: باس
- نیک منزا: درامز

نسخهٔ پلشتی‌های متحد:
- دیو ماستین: آواز، لید و ریتم گیتار
- گلن دراور: لید و ریتم گیتار
- جیمز لومنزو: باس
- شان دراور: درامز
- کریستینا اسکابیا: خوانندهٔ مهمان